# Famille d'Arlot
La  famille d'Arlot est une famille subsistante de la noblesse française, originaire du Périgord, qui a donné les branches de Cumond et de Saint-Saud.
Elle s'est distinguée avec Aymar de Saint-Saud.

## Histoire

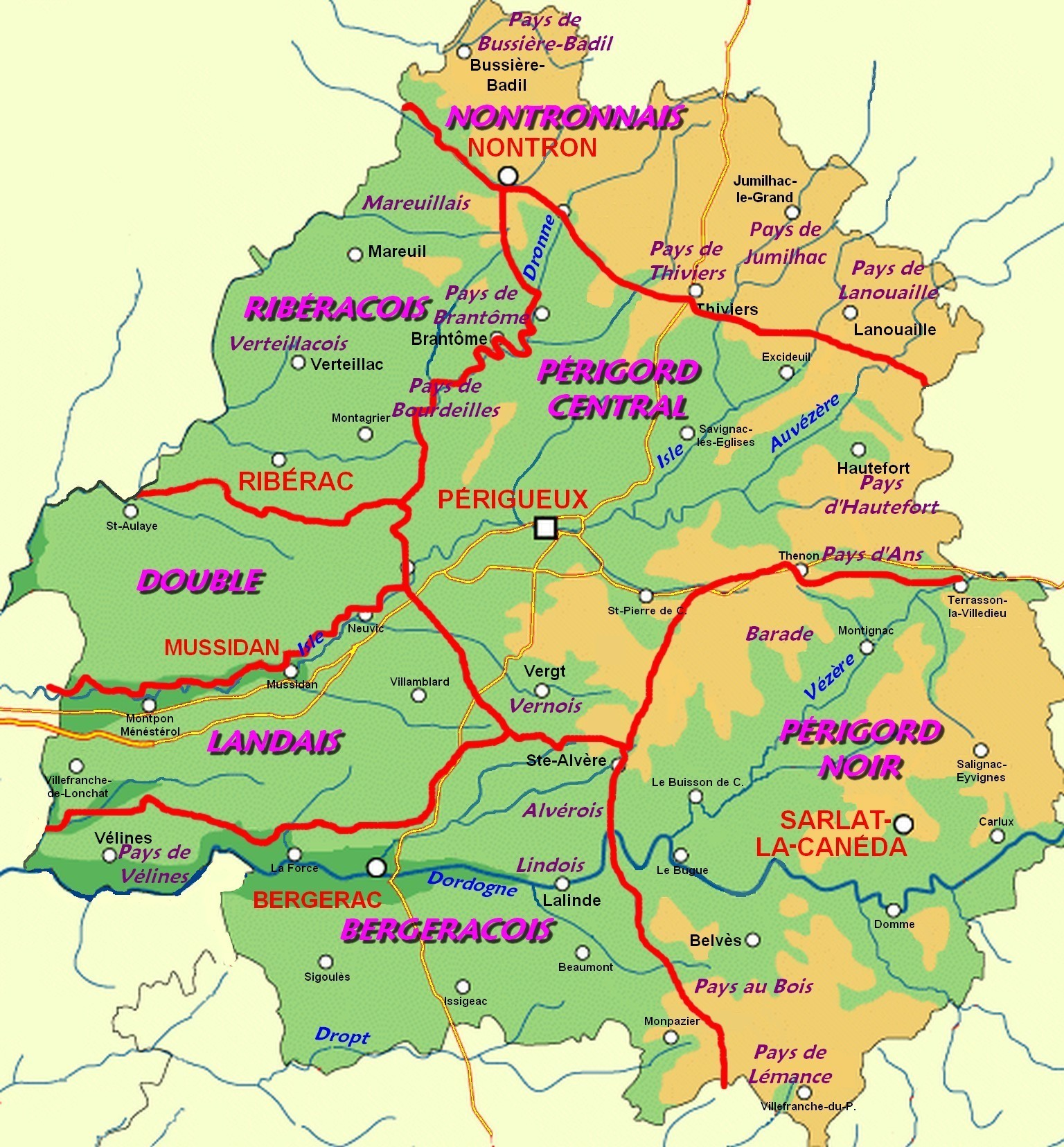
Le Périgord.

La filiation suivie de la famille d'Arlot débute avec Jean Arlot, écuyer, habitant du repaire noble de Frugie, époux en 1480 de Catherine de La Motte.[réf. nécessaire]
À la fin du XVIe siècle, Jacques Arlot est seigneur haut justicier de Frugie. Avec son frère, Antoine Arlot, il hérite de deux maîtres de forges. Ils possèdent ainsi des forges et fonderies de canons et le roi en fait ses fournisseurs de canons et munitions de guerre. Cela leur permit de prêter 60 000 livres à Henri de Navarre, qui en récompense accorda une charge de gentilhomme de sa chambre au fils aîné de Jacques Arlot.

### Preuves de noblesse
Durant les grandes recherches sur la noblesse débutée au XVIIe siècle, la famille d'Arlot est inquiétée dans sa noblesse. En effet, en 1592, des titres de cette famille ayant été brûlés, cela compliqua la production de preuves.
En 1606, Antoine Arlot saisit le parlement de Bordeaux faisant suite aux exactions commises par le comte César de Bourbon Busset et ses hommes à son encontre, à ses serviteurs et domestiques, qui le contraignent « de bailler deniers au dict sieur de Busset ou à son capitaine et soldats mis par lui en son chasteau de Chalus »... « Le sieur de Busset a grande autorité sur le pays, dont il abuse au point que le dict suppliant et ses serviteurs ne peuvent aller en aucun lieu. Plaise mettre le suppliant, son domaine, sa femme, ses enfants et famille sous la protection et sauvegarde de la Cour sous peine de 30 mille livres à infliger au seigneur de Busset ; ordonner que la signification en sera faite à son procureur du château de Chalus. Il demande l'ouverture d'une instruction ».
En 1640, Antoine Arlot, sieur de Frugie, est taxé à 100 livres pour usurpation de titres de noblesse. Le sieur Arlot de La Coussière est taxé à 1 500 livres. Le sieur Arlot de Cumont est taxé à 2 000 livres.
Maintenue de noblesse par la cour des aides de Guyenne le 13 septembre 1640.
Arrêts du Conseil d'État du 12 septembre et 31 décembre 1642 ; 17 novembre 1668 (arrêt de noblesse d'extraction) et 5 mai 1698.
Confirmation de noblesse en 1693.
Convocation pour l'ordre de la noblesse du Périgord pour les États généraux de 1789.

## Possessions
La famille d'Arlot possède le fief de Frugie.

## Branches
- de Cumond
- de Saint-Saud

## Personnalités
- Antoine Arlot, gentilhomme de la chambre d'Henri de Navarre, en récompense des services que son père rendit à ce prince

### XVIIesiècle
- Hélie d'Arlot de Cumond, capitaine au régiment de Montmège en 1639
- Léonard d'Arlot de Cumond, page de la grande écurie du roi
- Henry d'Arlot de Frugie, sous-lieutenant de grenadiers, tué au siège de Fribourg en 1744 (branche aînée éteinte)
- Léonard d'Arlot de Cumond, sous-lieutenant au régiment de grenadiers de France de 1759 à 1764
- Louis d'Arlot, lieutenant au régiment de Provence en 1747, réformé, puis capitaine de grenadiers en 1778
- Louis d'Arlot de Cumond, cadet gentilhomme au régiment de Champagne en 1787, brigadier des volontaires royaux en 1814 et décoré du Lys
- Jacques d'Arlot de Frugie, « comte de La Roque » (seconde moitié du XVIIIe siècle), lieutenant général des armées et grand croix de Saint-Louis

### XIXesiècle
- Aymar d'Arlot de Saint-Saud (1853-1951), juge suppléant à Lourdes de 1878 à 1880, pyrénéiste et cartographe, généalogiste

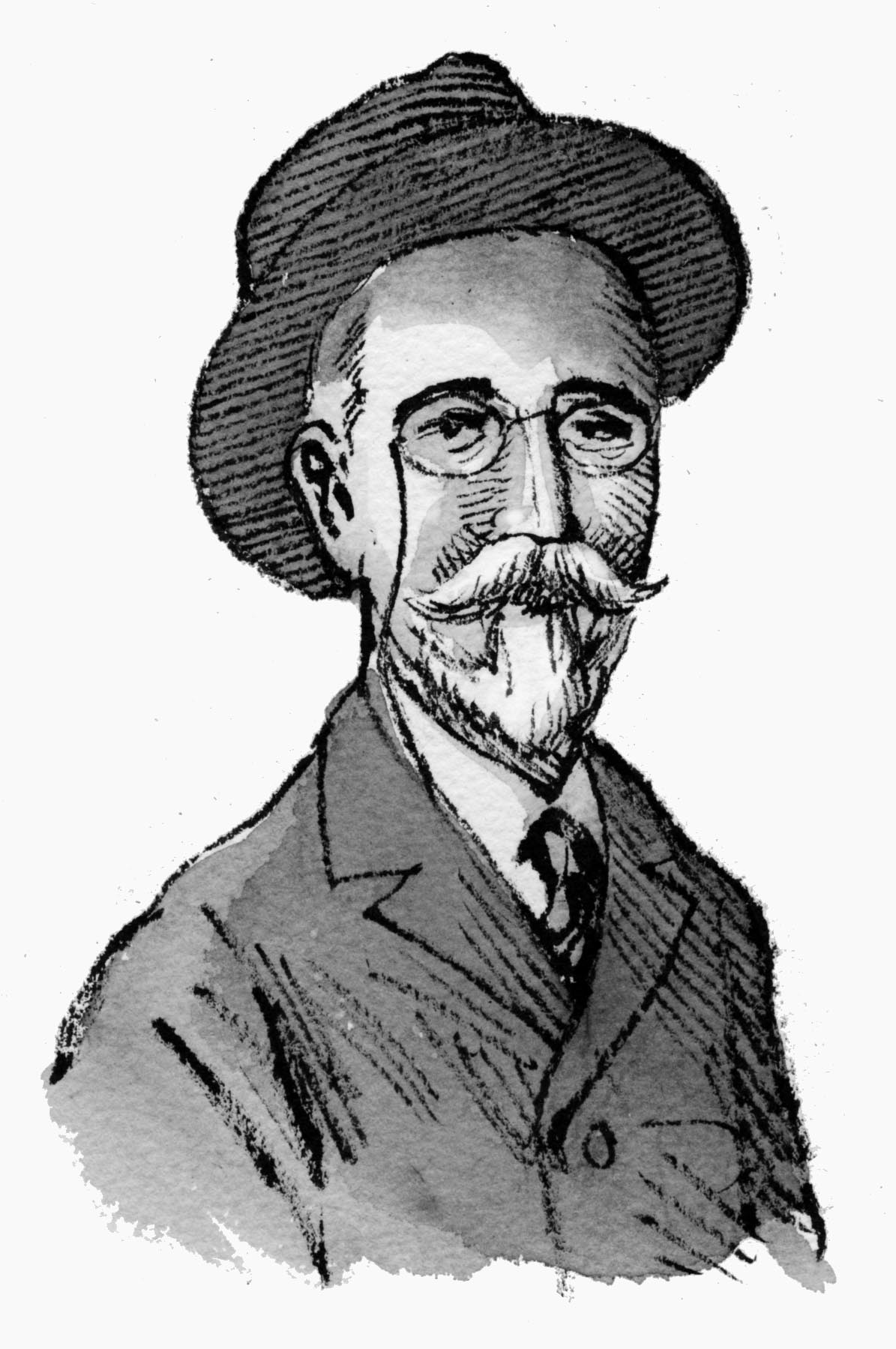
Aymar d'Arlot de Saint-Saud

## Alliances
Les principales alliances de la famille d'Arlot sont : de La Doire (1700), de La Cropte de Chantérac (XVIIIe siècle), de Rochechouart (XIXe siècle).

## Titres
L’aîné de cette famille porte le titre de marquis de Cumond (relevé par Léonard d'Arlot en 1753 à l'extinction de la branche ainée de Frugie).
Les titres de marquis de Cumond (et de Frugie) ne semblent pas avoir été l'objet de lettres patentes enregistrées ou publiées portant érection, transfert, collation, substitution ou transmission exceptionnelle de ces titres, ni d’une admission aux honneurs de la cour ou d'un brevet signé du souverain faisant figurer le titre, et semblent être ce faisant de courtoisie[réf. incomplète].

## Armes, devise
- d'Arlot : D'azur à trois étoiles d'argent rangées en fasce, accompagnées en chef d'un croissant de même et en pointe d'un arlot (ou grappe de raisin), aussi d'argent tigé et feuillé de sinople.[1],[3]

Devise : Fracto Jove, unieus Deus (Jupiter par terre, il n'y a qu'un Dieu),

## Postérité
- Pic de Saint Saud (3 003 mètres) dans le massif des Gourgs-Blancs (Pyrénées françaises), en souvenir d'Aymar d'Arlot de Saint-Saud[réf. nécessaire]

### Fonds d'archives
- [PDF] Fonds d'Arlot de Saint-Saud (Archives départementales de la Gironde).